# Geranium delavayi
Geranium delavayi är en näveväxtart som beskrevs av Adrien René Franchet. Geranium delavayi ingår i släktet nävor, och familjen näveväxter. Inga underarter finns listade i Catalogue of Life.